# Erectae
Erectae é um género botânico pertencente à família Fabaceae.